# Antônio Lopes (treinador de futebol)
Antônio Lopes dos Santos (Rio de Janeiro, 12 de junho de 1941) é um ex-treinador, ex-gerente de futebol e ex-futebolista brasileiro que atuava como meio-campista.
É um dos quatro técnicos que venceram a Copa Libertadores, o Campeonato Brasileiro e a Copa do Brasil (tríplice coroa clássica).

## Carreira como jogador
Como jogador, Lopes teve uma carreira curta interrompida pelos estudos. Atuou por apenas dois clubes entre os anos de 1958 e 1962: Olaria e Bonsucesso. Nos últimos anos como jogador, inscreveu-se no curso de Educação Física. Como não estava sendo aproveitado no clube em que atuava, decidiu encerrar a carreira de jogador e dedicou-se apenas aos estudos.

## Carreira na lei
O curso terminou em 1964, mas antes disso Antônio tentou a carreira de detetive. Não por gosto, mas por necessidade de um emprego antes de se firmar no futebol, Antônio acabou por seguir o caminho da lei por mais tempo do que esperava. Meses antes de terminar o curso ele concorreu a uma vaga para detetive e foi nomeado tal. Paralelamente ao trabalho de detetive ele fez o curso de treinador de futebol na UFRJ. Mas como não se contentava com o trabalho de detetive Antônio decidiu fazer o curso de direito para chegar ao posto de delegado. Iniciou o curso e em 1970, obteve o diploma de direito pela Cândido Mendes, subindo imediatamente para o posto de detetive inspetor. Ainda em 1970, Antônio teve a oportunidade de concorrer à vaga de comissário e em 1971 foi nomeado comissário na Praça Tiradentes.
Em 1974 enquanto comissário Antônio recebeu a visita do seu antigo amigo do curso de Educação Física, Hélio Vigio, que na ocasião trabalhava como preparador-físico do Vasco da Gama. Hélio Vigio pediu ao seu amigo Antônio, agora comissário da polícia, para resolver um problema com o carro do goleiro Edgardo Andrada que havia sido apreendido pela polícia. Neste encontro, Hélio Vigio mencionou que o Vasco tinha uma vaga de preparador-físico para trabalhar com Mário Travaglini, perguntando a Antônio se estaria interessado. O convite foi aceito no mesmo momento.

## Preparador físico
Em 1974, após dez anos servindo a lei, Antônio voltou ao mundo do futebol, agora como preparador-físico do Vasco. Permaneceu no clube até 1979, quando foi convidado pela antiga CBD para ser o preparador-físico da Seleção Brasileira de Futebol no Pan-Americano onde acabou por se sagrar campeão do torneio. Quando regressou ao Vasco, a situação do clube no campeonato não era boa, e o então presidente do clube, Agathyrno da Silva Gomes, decidiu demitir todos da comissão técnica, inclusive Antônio, apesar de não ter participado na campanha. Posteriormente, Antônio Lopes veio a saber que o motivo de ter sido demitido foi por ser amigo de Arthur Sendas, dirigente da oposição.

## Carreira como treinador

### Começo no Rio
Após ter sido demitido do Vasco em 1979, Antônio voltou à delegacia para o seu cargo de comissário. Mas não demorou muito para receber um novo convite do futebol. No fim do ano de 1979, o vice-presidente do Olaria, Carlos Imperial, aconselhado por Ademar Braga, convidou-o para ser treinador principal do clube. Desde então, Antônio Lopes não voltou à carreira de comissário e nunca mais deixou o futebol. Curiosamente, o seu primeiro grande clube como treinador foi o mesmo clube que o demitiu quando ainda era preparador-físico: o Vasco. Em 1981, após se destacar com times modestos, Antônio Lopes recebeu um telefonema do novo presidente do Vasco, Antônio Soares Calçada, para voltar ao clube no cargo de treinador. A partir deste momento, sua carreira subiu e não parou mais.

### De grandes clubes a Seleções
Entre 1983 e 1996, Lopes acumulou passagens por grandes clubes do futebol brasileiro, como Flamengo, Fluminense , Atlético Paranaense, Sport, Portuguesa, Internacional, Santos, Cruzeiro e Paraná, além de ter treinado seleções nacionais como Kuwait e Costa do Marfim. Comandou também os seguintes clubes do exterior: Al-Wasl, dos Emirados Árabes, Al-Hilal, da Arábia Saudita, e Cerro Porteño, do Paraguai. Na Seleção Brasileira, como Coordenador Técnico de Felipão, foi pentacampeão em 2002.

### Auge no Vasco da Gama
Em 1997 teve início o auge de sua carreira. Comandando o Vasco, venceu o Campeonato Brasileiro num time de craques e futuras promessas. Com o título brasileiro, credenciou-se a disputar a Copa Libertadores da América no ano seguinte e acabou sendo campeão, num título inédito também para o Vasco da Gama, sendo também campeão estadual naquele mesmo ano. Em dezembro de 1998, disputou a final do Mundial Interclubes contra o campeão europeu Real Madrid, mas a equipe acabou derrotada por 2 a 1. No início de 1999, mais um triunfo: o campeonato do Torneio Rio São Paulo diante da equipe do Santos. Em 2003, foi campeão carioca. No segundo jogo da final do Estadual de 2003, tomou uma atitude incorreta ao atirar a bola em Alex Oliveira, do Fluminense, que estava caído, em jogo parado, o que gerou tumulto. Lopes foi expulso, mas isso não prejudicou sua equipe. Depois de vices consecutivos, o Vasco finalmente conseguiu ser campeão estadual, vencendo o Fluminense por 2 a 1, assim como no primeiro jogo da decisão.

### Pós-sucesso
Depois de ser reconhecido internacionalmente pelo seu trabalho e pelos títulos que conquistou na sua quarta passagem no Vasco, passou novamente a vagar pelos mais diversos clubes do Brasil. Passagens pelo Grêmio, Atlético Paranaense, Coritiba, Corinthians, Goiás e Fluminense, além de outra passagem pelo Vasco entre 2002 e 2003.
Em junho de 2007, após um ano de inatividade, Antônio Lopes foi convidado a treinar novamente o Atlético-PR para a disputa do Campeonato Brasileiro e da Copa Sul-Americana. Porém, a campanha de Antônio Lopes em seu retorno ao Atlético não foi das melhores, e ele acabou demitido na 19ª rodada do Campeonato Brasileiro, com um aproveitamento de 33,33%.

### Vasco pela sexta vez
Em 2008 regressou ao comando do Vasco da Gama pela sexta vez em sua carreira. Porém, com a troca da diretoria e após uma derrota para o Coritiba, que marcou também o seu jogo de número 600 no comando do Vasco da Gama, acabou demitido do cargo. No total foram 306 vitórias, 146 empates e 148 derrotas. Durante sua gestão, o Vasco mantinha-se numa região intermediária da tabela; após sua saída, o time despencou para a zona do rebaixamento e acabou rebaixado para a segunda divisão.

### Atlético Paranaense
Após a demissão de Waldemar Lemos, Antônio Lopes foi anunciado como novo treinador do Atlético-PR no dia 1 de agosto de 2009. Seu auxiliar-técnico era seu filho, Júnior Lopes.
Mesmo após salvar o Atlético do rebaixamento no Brasileirão de 2009, no dia 9 de março de 2010, durante a disputa do Campeonato Paranaense, Antônio Lopes foi demitido do comando do clube.

### Avaí
No ano de 2010, Antônio Lopes parte para um novo desafio em um dos estados brasileiros aonde nunca havia atuado anteriormente, Santa Catarina. Após o treinador Péricles Chamusca deixar o comando do Avaí por questões financeiras para atuar no Catar, Lopes foi chamado para ocupar o cargo.
Na estreia no comando do Avaí, no dia 14 de julho, Antônio Lopes anulou o time do São Paulo em pleno Estádio do Morumbi e o time catarinense venceu o Tricolor Paulista por 2 a 1 num jogo válido pelo Campeonato Brasileiro.
No dia 20 de setembro, após uma queda vertiginosa do rendimento no Campeonato Brasileiro, Lopes foi demitido do cargo de treinador.

### Vitória
No dia 7 de outubro, assinou com o Vitória. Apesar do rebaixamento do clube baiano, o seu contrato foi renovado até dezembro de 2011.
Entretanto, após a derrota por 2 a 1 para o Bahia de Feira na final do Campeonato Baiano de 2011, em 15 de maio, dentro do Barradão, resultando na perda do pentacampeonato baiano, foi demitido com um retrospecto de 14 vitórias em 22 jogos pelo clube, somando 63,6% de aproveitamento.

### América Mineiro
No dia 12 de julho de 2011, Antônio Lopes foi confirmado como o novo treinador do América Mineiro. No entanto, depois de apenas quatro partidas, pediu demissão no dia 1 de agosto, alegando motivos pessoais.

### Retorno ao Atlético Paranaense
Na madrugada do dia 2 de setembro de 2011, Antônio Lopes foi anunciado como o novo treinador do Atlético-PR em substituição a Renato Gaúcho, demitido no dia anterior. O Furacão lutou até a última rodada, mas acabou rebaixado para a Série B, o que culminou na demissão do treinador. Essa foi a quinta passagem de Lopes pelo clube paranaense.

## Estatísticas
| Clube               | Jogos | Vitórias | Empates | Derrotas | %*     |
| ------------------- | ----- | -------- | ------- | -------- | ------ |
| Olaria              | 13    | 2        | 4       | 7        |        |
| America-RJ          | 7     | 3        | 1       | 3        |        |
| Kuwait              | 17    | 5        | 6       | 6        |        |
| Costa do Marfim     | 3     | 0        | 3       | 0        |        |
| Sport Recife        | 15    | 10       | 4       | 1        |        |
| Cerro Porteño       | 43    | 23       | 11      | 9        |        |
| Paraná              | 9     | 2        | 1       | 6        |        |
| Al-Wasl             | 22    | 13       | 5       | 4        |        |
| Portuguesa          | 76    | 21       | 38      | 17       |        |
| Belenenses          | 10    | 3        | 3       | 4        |        |
| Internacional       | 83    | 44       | 26      | 13       |        |
| Al-Hilal            | 11    | 6        | 3       | 2        |        |
| Coritiba            | 94    | 43       | 28      | 23       |        |
| Atlético Paranaense | 100   | 36       | 31      | 33       | 46.33  |
| Corinthians         | 37    | 19       | 7       | 11       | 57.66  |
| Goiás               | 11    | 3        | 2       | 6        | 33.33  |
| Santos              | 23    | 13       | 5       | 5        | 69,43* |
| Fluminense          | 50    | 22       | 16      | 12       | 54.67  |
| Grêmio              | 24    | 13       | 6       | 5        | 62.5   |
| Flamengo            | 40    | 24       | 9       | 7        | 67,50* |
| Vasco da Gama       | 600   | 306      | 146     | 148      | 59.11  |
| Avaí                | 18    | 5        | 5       | 8        | 37.04  |
| Vitória             | 34    | 16       | 10      | 8        | 56,86* |
| Cruzeiro            | 5     | 2        | 1       | 2        | 46.67  |
| América Mineiro     | 4     | 0        | 2       | 2        | 16.67  |

*Levando em consideração V = 3, E = 1, D = 0

## Títulos

### Como jogador
Olaria
- Torneio Início do Campeonato Carioca: 1960

### Como preparador físico
Vasco da Gama
- Campeonato Brasileiro: 1974
- Campeonato Carioca: 1977

Seleção Brasileira
- Jogos Pan-Americanos: 1979

### Como treinador
Corinthians
- Campeonato Brasileiro: 2005

Vasco da Gama
- Campeonato Carioca: 1982, 1998 e 2003
- Campeonato Brasileiro: 1997
- Torneio Rio-São Paulo: 1999
- Copa Libertadores da América: 1998
- Torneio de Funchal: 1981
- Troféu Bortolotti: 1997
- Taça Ney Cidade Palmeiro: 1981
- Taça Guanabara: 1986, 1998 e 2003
- Taça Rio: 1998, 1999 e 2003
- Torneio de Verão do Uruguai: 1982
- Torneio João Castelo (Maranhão): 1982
- Torneio Cidade de Juiz de Fora: 1986
- Torneio da Amizade (África): 1991

Sport
- Campeonato Pernambucano: 1988

Internacional
- Campeonato Gaúcho: 1992
- Copa do Brasil: 1992

Paraná
- Campeonato Paranaense: 1996

Coritiba
- Campeonato Paranaense: 2004

### Como coordenador técnico
Seleção Brasileira
- Copa do Mundo FIFA: 2002

### Como dirigente
Botafogo
- Campeonato Brasileiro - Série B: 2015